# 塘边镇
塘边镇，是中华人民共和国贵州省黔南布依族苗族自治州平塘县下辖的一个乡镇级行政单位。

## 行政区划
塘边镇下辖以下地区：
湾子村、青山村、新风村、清水村、双河村、新街村、兴隆村、塘泥村、新店村、新建村和董当乡。